# Oberfüllbach
Oberfüllbach ist ein Gemeindeteil von Ebersdorf bei Coburg im oberfränkischen Landkreis Coburg.

## Lage
Das Dorf liegt etwa sieben Kilometer südöstlich von Coburg. Gemeindeverbindungsstraßen führen nach Rödental, Kleingarnstadt, Friesendorf und Rohrbach. Westlich von Oberfüllbach verlaufen die Bundesautobahn 73 und die 380-kV-Leitung von Altenfeld nach Redwitz an der Rodach. Der Füllbach, ein Zufluss der Itz, fließt durch den Ort. Der Name wird auch von Fohlenbach abgeleitet. Das Wappen des Ortes zeigt unter anderem ein aufsteigendes Pferd.

## Geschichte
Oberfüllbach wurde 1329 als „superiori vulbach“ bezeichnet. Es war eine Tochtersiedlung von Niederfüllbach.
1353 kam Oberfüllbach mit dem Coburger Land im Erbgang zu den Wettinern und war somit ab 1485 Teil des Kurfürstentums Sachsen, aus dem später das Herzogtum Sachsen-Coburg hervorging.

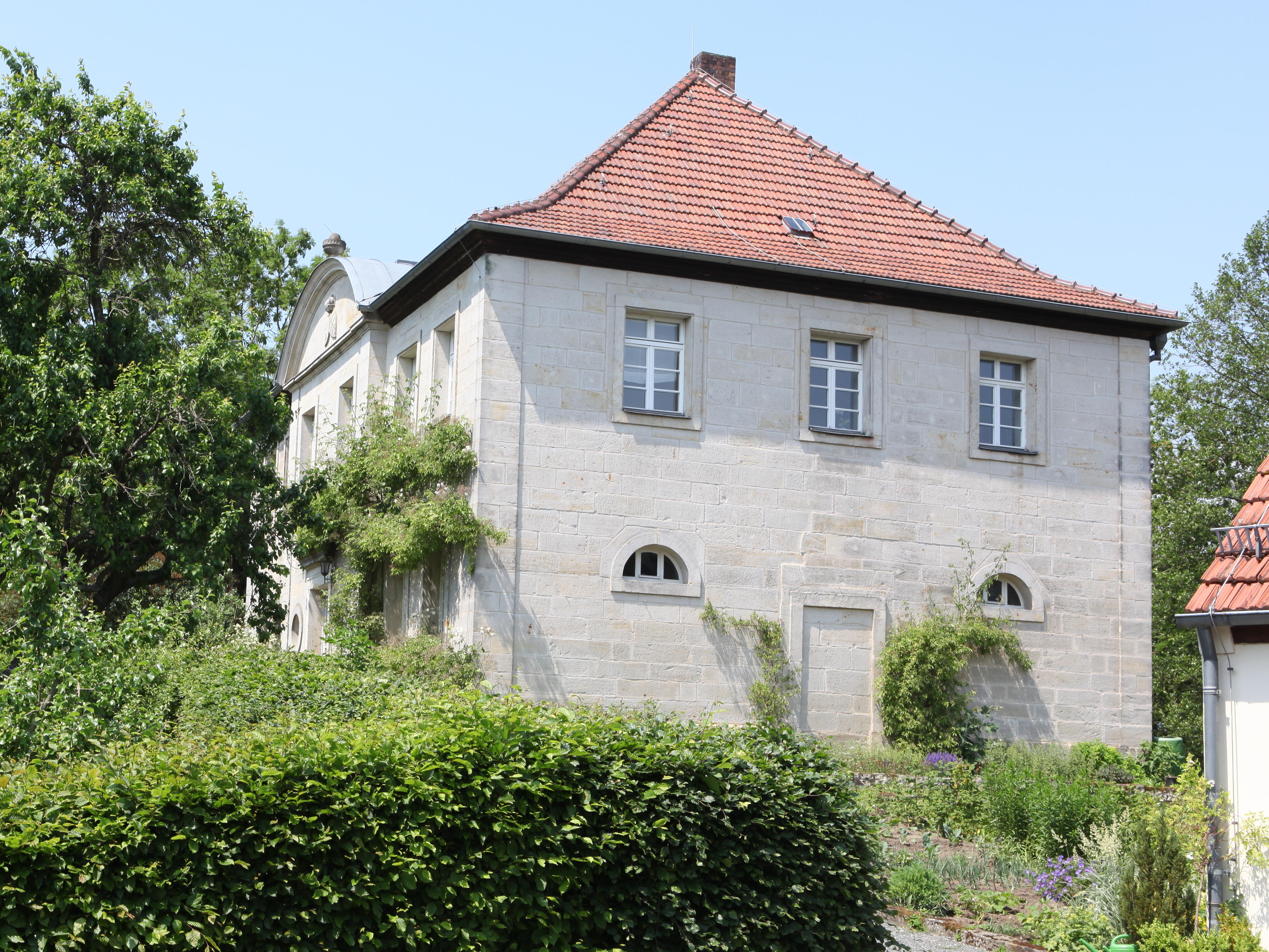
Altes Forsthaus

Im Zentrum von Oberfüllbach befindet sich ein altes Forsthaus auf einem Turmhügel. Das Forsthaus geht wohl auf einen fränkischen Herrenhof zurück, der Sitz der Herren von Füllbach war. Das niedere Adelsgeschlecht vermachte seine Güter im Laufe der Zeit dem Kloster Sonnefeld. Nach der Reformation, mit der Auflösung des Klosters, wurde Oberfüllbach herzogliches Kammergut. Das Herrenhaus wurde bis in die 1950er Jahre Wohnsitz eines Försters.
Oberfüllbach gehört seit Jahrhunderten zum 2,8 Kilometer entfernten evangelisch-lutherischen Kirchspiel Großgarnstadt.
Lehmiger Boden, der schwer zu bearbeiten war und geringe Erträge brachte, führte zu einer intensiven Schafhaltung in dem Ort.
Die Freiwillige Feuerwehr geht auf eine 1835 gegründete Pflichtfeuerwehr zurück. Im Jahr 1927 folgte nach einem Versammlungsbeschluss die Umwandlung in die Freiwillige Feuerwehr Oberfüllbach.
In einer Volksbefragung am 30. November 1919 stimmten 14 Oberfüllbacher Bürger für den Beitritt des Freistaates Coburg zum thüringischen Staat und 62 dagegen. Somit gehörte ab dem 1. Juli 1920 auch Oberfüllbach zum Freistaat Bayern. 1925 umfasste das 276,94 Hektar große Dorf 274 Einwohner, von denen 273 der evangelischen Kirche angehörten, und 54 Wohngebäude.
Am 1. April 1971 wurde Oberfüllbach nach Ebersdorf bei Coburg eingegliedert. 1987 hatte der Ort 328 Einwohner und 87 Wohnhäuser.

## Einwohnerentwicklung
| Jahr | Einwohnerzahl |
| ---- | ------------- |
| 1910 | 263           |
| 1933 | 282           |
| 1939 | 280           |
| 1971 | 193           |
| 2014 | 400           |

## Baudenkmäler
→ Liste der Baudenkmäler in Oberfüllbach